# Журиков Сергій Вікторович
Сергій Вікторович Журиков (рос. Сергей Викторович Журиков; 10 серпня 1977, м. Бішкек, СРСР) — російський хокеїст, захисник. 
Виступав за: «Кристал» (Саратов), «Лада» (Тольятті), ЦСК ВВС (Самара), «Сєвєрсталь» (Череповець), ХК «Липецьк», «Хімік» (Воскресенськ), «Торпедо» (Нижній Новгород), «Салават Юлаєв» (Уфа), «Металург» (Магнітогорськ), ХК МВД (Твер), «Автомобіліст» (Єкатеринбург), «Торос» (Нефтекамськ), «Южний Урал» (Орськ), «Рубін» (Тюмень), «Буран» (Воронеж).

## Досягнення
- Чемпіон МХЛ (1996)
- Чемпіон ВХЛ (2011).